# Marc Tinoy
Marc Tinoy (? - ?) est un écrivain français.

## Ouvrages
- La Caravane dans le Ghetto, Nouvelles éditions argo. (N. E. A.). Paris - 1931[1]
- Sergent-Marceau, 1751 - 1847 : une curieuse figure de la révolution,  (préface de Maurice Reclus), éditions G. Le Prat, 1943.